# Billigheim
Billigheim – miejscowość i gmina Niemczech, w kraju związkowym Badenia-Wirtembergia, w rejencji Karlsruhe, w regionie Rhein-Neckar, w powiecie Neckar-Odenwald, siedziba związku gmin Schefflenztal. Leży w Baulandzie, ok. 10 km na wschód od Mosbach.

## Dzielnice
- Allfeld
- Billigheim
- Katzental
- Sulzbach
- Waldmühlbach